# Albert Dietz (Architekt, 1920)
Albert Dietz (* 22. November 1920 in Saarbrücken; † 24. Juni 1973 ebenda) war ein deutscher Architekt.

## Leben
Dietz wurde in Saarbrücken geboren und erwarb am Ludwigsgymnasium in seiner Heimatstadt das Abitur. Ab 1939 studierte er Architektur in München bei Adolf Abel und Ludwig Sick. Nach dem Vordiplom wurde er 1941 zum Kriegsdienst eingezogen. Nach Kriegsende arbeitete er 1945/46 in Bauglaserei und Schreinerei Gustav Hohlweck in Kirchardt, setzte sein Architekturstudium aber nach Wiedereröffnung der TH Karlsruhe 1946 bei Otto Ernst Schweitzer, Heinrich Müller und Egon Eiermann fort. Das Studium schloss er 1948 mit Diplom mit Auszeichnung abnehmen und arbeitete anschließend als Assistent Heinrich Müller am Lehrstuhl für Entwerfen.
Im Jahr 1948 zog Dietz nach Saarbrücken und begann eine Tätigkeit im Architekturbüro des Vaters Albert Dietz. Gleichzeitig arbeitete er Verlag der Zeitschrift "Bau" von Otto Renner. Im Jahr 1950 wurde er Mitglied in der Architektenkammer des Saarlandes. Um 1950/52 gründete er dann mit Bernhard Grothe das Architekturbüro Dietz & Grothe.
Von 1961 bis 1966 fungierte er als Vizepräsident der Architektenkammer des Saarlandes, anschließend war er von 1967 bis 1972 Vorsitzender des Deutschen Werkbundes Saarland.
Dietz starb 1973 in Saarbrücken.

## Preise
- 1969: Preis des BDA für das Schwarzenbergbad, Saarbrücken[1]
- 1973: Preis des BDA für Hörsaalgebäude, Universität des Saarlandes, Saarbrücken[1]

## Bauwerke
- 1955–56 katholische Pfarrkirche St. Mauritius, Saarbrücken
- 1958 Kriegergedächtniskapelle Kleinblittersdorf
- 1958–60 katholische Pfarrkirche St. Johannes, Neunkirchen-Wellesweiler (2009 abgerissen)
- 1959–63 neue katholische Pfarrkirche St. Augustinus, Eppelborn-Wiesbach
- 1959 Saarländische Investitionskreditbank, Saarbrücken, (heute „Haus der Caritas“)
- 1959 Schwarzenbergbad, Saarbrücken
- 1959–64 Rechts- und Wirtschaftswissenschaftliche Fakultät mit Auditorium maximum, Nebengebäude und Freiterrasse, Universität des Saarlandes, Saarbrücken (mit Rolf Heinz Lamour)
- 1960 Haupteingangsgebäude und Lesepavillon; Pavillon Café Rosengarten, Deutsch-Französischer Garten, Saarbrücken (2002 abgebrochen)
- 1960–64 katholische Filialkirche St. Martin, Fechingen (profaniert)
- 1961/62 Hörsaalgebäude der Biologischen Institute, Universität des Saarlandes, Saarbrücken (mit Rolf Heinz Lamour)
- 1961–63 katholische Pfarrkirche St. Pius, Saarbrücken
- 1962–63 katholische Pfarrkirche St. Wolfgang, Bad Kreuznach
- 1965 Studentenheim Cusanushaus, Saarbrücken (mit Rudolf Birtel)
- 1965–67 Zentralkasse Saarländischer Genossenschaften, Saarbrücken (aktuell SaarLB)
- 1966 Realgymnasium Dudweiler (heute LPM)
- 1967 Bank für Gemeinwirtschaft, Saarbrücken (mit Heil)
- 1967–68 katholisches Pfarrzentrum mit Kirche St. Thomas Morus, Saarbrücken
- 1967–70 Katholische Pfarrkirche Kreuzerhöhung, Primstal
- 1968–71 katholische Filialkirche St. Elisabeth, Riegelsberg-Hilschbach (2011 profaniert, abgerissen)
- 1965 / 1970–73 katholisches Pfarrzentrum mit Pfarrkirche St. Augustinus, Saarbrücken-Eschberg
- 1970–72 evangelisches Gemeindezentrum, Klarenthal
- 1971/72 Wohnanlage Schlesierweg, Neunkirchen (mit Peter Lüth und Rudolf Birtel)
- 1973 evangelisches Gemeindezentrum, Brebach
- 1974/75 Erweiterungsbau Zentralkasse Saarländischer Genossenschaften, Saarbrücken (aktuell SaarLB)